# Chiesa di Santa Cecilia (Montepescali)
La chiesa di Santa Cecilia era un edificio religioso situato a Montepescali, frazione del comune di Grosseto. La sua ubicazione era nel luogo in cui sorge il Cassero Senese.
Di origini medievali (XI secolo), la chiesa rientrava originariamente nei confini pastorali della diocesi di Roselle e, dal 1138 in poi, in quelli della diocesi di Grosseto, pur risultando tra i beni posseduti dal monastero femminile di Montecelso presso Siena, come risulta da una serie di documenti e bolle papali risalenti al XII e XIII secolo. Attiguo alla chiesa vi era anche un convento, che fu presto dismesso per lasciare spazio alla rocca. Sotto il dominio degli Aldobrandeschi, il luogo di culto veniva utilizzato come cappella della rocca. Tuttavia, l'inizio del dominio senese su Montepescali determinò la necessità di riqualificazione dei preesistenti edifici castellani: l'originaria rocca aldobrandesca fu così ristrutturata ed ampliata, andando ad inglobare l'antico edificio religioso, che di fatto venne soppresso e sostituito nelle sue originarie funzioni dalle altre chiese del centro storico della frazione.